# Nhảy cầu tại Đại hội Thể thao Đông Nam Á 2019
Nội dung nhảy cầu tại Đại hội Thể thao Đông Nam Á 2019 được tổ chức ở Trung tâm thể thao dưới nước thành phố New Clark, Capas, Philippines từ ngày 6 đến ngày 7 tháng 12 năm 2019. Đây là một trong bốn môn thể thao dưới nước tại đại hội thể thao, cùng với bơi lội mở rộng, bơi lội, và bóng nước.
Malaysia giành được tất cả 4 huy chương vàng có sẵn.

## Các quốc gia tham dự
- Philippines (3)
- Malaysia (6)
- Singapore (5)
- Việt Nam (2)
- Thái Lan (5)
- Indonesia (3)

## Lịch thi đấu
Dưới đây là lịch thi đấu cho các cuộc thi nhảy cầu:
| F | Chung kết |

| Nội dung↓/Ngày →    | Thứ 6 6 | Thứ 7 7 |
| ------------------- | ------- | ------- |
| 3 m cầu mềm nữ      | F       |         |
| 3 m cầu mềm đôi nam | F       |         |
| 3 m cầu mềm nam     |         | F       |
| 3 m cầu mềm đôi nữ  |         | F       |

## Danh sách huy chương

### Nam
| Nội dung          | Vàng                                  | Bạc                                                    | Đồng                                                 |
| ----------------- | ------------------------------------- | ------------------------------------------------------ | ---------------------------------------------------- |
| 3 mét cầu mềm     | Ooi Tze Liang · Malaysia              | Muhd Syafiq Puteh · Malaysia                           | Mark Lee Han Ming · Singapore                        |
| 3 mét cầu mềm đôi | Malaysia · Ooi Tze Liang · Chew Yiwei | Thái Lan · Chawanwat Juntaphadawon · Thitipoom Marksin | Singapore · Timothy Lee Han Kuan · Mark Lee Han Ming |

### Nữ
| Nội dung          | Vàng                                       | Bạc                                            | Đồng                                                |
| ----------------- | ------------------------------------------ | ---------------------------------------------- | --------------------------------------------------- |
| 3 mét cầu mềm     | Ng Yan Yee · Malaysia                      | Jasmine Lai Pui Yee · Malaysia                 | Ngô Phương Mai · Việt Nam                           |
| 3 mét cầu mềm đôi | Malaysia · Ng Yan Yee · Nur Dhabitah Sabri | Singapore · Fong Kay Yian · Ashlee Tan Yi Xuan | Thái Lan · Surincha Booranapol · Ramanya Yanmongkon |

## Bảng huy chương
| Hạng               | Đoàn               | Vàng | Bạc | Đồng | Tổng số |
| ------------------ | ------------------ | ---- | --- | ---- | ------- |
| 1                  | Malaysia (MAS)     | 4    | 2   | 0    | 6       |
| 2                  | Singapore (SGP)    | 0    | 1   | 2    | 3       |
| 3                  | Thái Lan (THA)     | 0    | 1   | 1    | 2       |
| 4                  | Việt Nam (VIE)     | 0    | 0   | 1    | 1       |
| Tổng số (4 đơn vị) | Tổng số (4 đơn vị) | 4    | 4   | 4    | 12      |